# Naprotecnología
Naprotecnología es una tecnología de reproducción humana que se viene desarrollando desde inicios de la década de 1980. Se desarrolló por Thomas W. Hilgers y su equipo en el Instituto Pablo VI, Omaha, EE. UU. Su propósito es ofrecer tratamiento médico a las personas que padezcan esterilidad, buscando restaurar la función reproductiva normal y conseguir el embarazo mediante una relación sexual.

## Descripción
La Naprotecnologia es una técnica reproductiva que trabaja cooperativamente con el ciclo menstrual de fertilidad natural. Se basa en la evaluación estandarizada de los biomarcadores del ciclo menstrual de fertilidad, a través del denominado Creighton Model FertilityCare System, para el estudio científico de la salud fértil y ginecológica de la mujer. Esta investigación permite identificar con precisión las patologías o alteraciones en la salud que están afectando a la fertilidad para tratarlas eficazmente. La Naprotecnología va dirigida a todas las mujeres con regla, sea regular o irregular, desde la adolescencia hasta la menopausia. Ayuda en casos de: problemas de fertilidad, ciclos irregulares, dolores menstruales, sangrados anómalos, reglas demasiado abundantes, síndrome premenstrual, trastornos hormonales, endometriosis, anovulación.
La tasa de éxito de la Naprotecnología ha sido estimada de forma diversa por diferentes estudios, siendo la tendencia en alza respecto a los más recientes. Uno de ellos, realizado en el año 2012, estimó la tasa de éxito de dicha práctica en un 38%, mientras que otro estudio llevado a cabo por Horodenchuk et al. en 2020 la estimó en un 41,5%.
La Naprotecnología en España es muy reciente. Su irrupción en el país fue en el año 2013 con la llegada de la primera médico especializada en Naprotecnología tras cursar la formación en EE.UU.  El 25 de julio de 2018 se presentó la primera iniciativa profesional que ofrece un servicio integral de Naprotecnología en España, Fertilitas.